# Thrinaxoria bifida
Thrinaxoria bifida är en mångfotingart som först beskrevs av Charles Thorold Wood 1864.  Thrinaxoria bifida ingår i släktet Thrinaxoria och familjen Xystodesmidae. Inga underarter finns listade i Catalogue of Life.